# Sakmara
La Sakmara (in baschiro Һаҡмар, Haqmar) è un fiume della Russia europea sudorientale (Repubblica Autonoma del Baškortostan e oblast' di Orenburg), affluente di destra dell'Ural. La sua lunghezza è di 798 km.
Nasce dal versante occidentale degli Urali meridionali e scorre inizialmente verso sud; presso la città di Kuvandyk piega verso occidente, mantenendo direzione ovest-nordovest prima di sfociare nell'Ural nei pressi della città di Orenburg. Il fiume scorre per tutto il suo corso pressoché parallelo al corso dell'Ural, mantenendosene a qualche decina di chilometri di distanza. I principali affluenti provengono tutti dalla destra idrografica: Zilair, Bol'šoj Ik, Salmyš.
Il fiume è gelato, mediamente, da novembre ad aprile.